# Andenes Knoll
Der Andenes Knoll bildet gemeinsam mit dem Explora Knoll und dem Polarstern Knoll eine Gruppe von Tiefseebergen  im östlichen Weddell-Meer nahe der Caird-Küste des ostantarktischen Coatslands.
Die Benennung des Felsens geht auf den Vermessungsingenieur und Glaziologen Heinrich Hinze vom Alfred-Wegener-Institut zurück und ist seit 1997 international anerkannt. Namensgeberin ist die KV Andenes, Forschungsschiff der siebten (1984–1985) und neunten (1989–1990) norwegischen Antarktisexpedition.